# Perserkrigene
Perserkrigene er betegnelsen for de krige, som førtes mellem det persiske Rige og flere af de græske bystater fra 499 til 449 f.Kr.

## Krigene
Baggrunden for krigene var uroen i de græske joniske kolonier i Lilleasien som hørte under Perserriget. Dels af kulturelle, dels af økonomiske grunde følte flere af disse byer sig trykket af den persiske overhøjhed og frygtede konkurrencen fra de fønikiske handelsbyer. Efter flere gnidninger brød et stort oprør ud blandt byerne i 499 f.Kr. som fik støtte fra Athen, mens de øvrige bystater holdt sig tilbage. Efter begyndende modgang lykkedes det perserne at få overtaget og 494 f.Kr. erobrede og afbrændte de oprørets hovedby Milet.
Athens støtte til de ioniske oprørere fik imidlertid perserkongen Dareios I til at vende sin interesse mod det egentlige Grækenland og dermed brød selve krigen ud. I første omgang synes kongen at have villet nøjes med en straffeekspedition mod athenerne. 490 f.Kr. sendtes en stor persisk hær ad søvejen mod Grækenland. Athen tog kampen op, trods ringe tilslutning fra nabobyerne (Sparta sendte en undsætningshær, som kom for sent), og i slaget ved Marathon nord for Athen besejrede athenerne samme år den talmæssigt overlegne persiske hær, der rømmede Grækenland. En løber blev sendt de 42 km fra Marathon til Athen med budskab om den uventede sejr. Dette blev baggrunden for det senere marathonløb. Et mislykket athensk fremstød til søs endte denne del af krigen.
Lokale oprør hæmmede persernes aktivitet i de næste år, og først i 480 f.Kr. kom krigen for alvor i gang. Denne gang synes hensigten at have været en ren persisk erobring af hele Grækenland for at gøre ende på grækernes støtte til kolonisterne i Lilleasien. Dareios’ søn Xerxes rykkede ind i Grækenland med en stor hær og understøttedes samtidig af sin flåde. Hovedbyerne Athen og Sparta tog kampen op, men fik kun lunken eller ingen tilslutning fra de øvrige bystater; Theben støttede endda perserne. I første omgang spærrede spartanerne under kong Leonidas passet ved Thermopylæ og sinkede dermed i lang tid persernes fremrykning, men omsider lykkedes det Xerxes ved forræderi at omgå forsvarerne, og spartanerne nedkæmpedes. Den persiske hær angreb derefter Attika, Athens magtområde. Athenerne, ledet af statsmanden Themistokles rømmede deres by, som blev indtaget og brændt af perserne, men i mellemtiden samlede athenerne og deres forbundsfæller flåden og lokkede den persiske hovedflåde i en fælde ved Salamis-havbugten, hvor de samme år tilføjede den et klart nederlag.
Nederlaget standsede ikke perserne, som stadig holdt store dele af Grækenland besat, men bremsede dem for en tid. Allerede 479 f.Kr. sattes et nyt fremstød i gang, Athen blev atter besat og brændt, men grækerne stillede en ny hær på benene og i hovedslaget ved Platææ samme år slog en spartansk-athensk hær fuldkommen persernes hovedstyrke. Da perserne samtidig led et stort nederlag til søs ved Mykale, betød det reelt afslutningen på deres fremstød. De rømmede Grækenland og overlod væsentligt det militære initiativ til fjenden. Grunden til dette var formentlig ikke kun de militære fiaskoer men også nye uroligheder i selve Perserriget, samt Xerxes’ stigende udenrigspolitiske passivitet.
Krigene fortsattes formelt i tredive år endnu, men uden virkelige hovedbegivenheder. Grækerne foretog en række angreb på de persiske kystbyer, og især kom Athen nu til at indtage en hovedrolle. Krigen betød udviklingen af Det Deliske Søforbund 478 f.Kr., hvor Athen snart fik en hovedrolle og samtidig øgedes rivaliseringen mellem athenere og spartanere. Det kom til indre stridigheder i bystaterne, hvor flere statsmænd med rette eller urette beskyldtes for at være bestukket af perserne. Efter Perikles’ magtovertagelse i Athen styrkedes søforbundet, men den Første Peloponnesiske Krig med Sparta hæmmede yderligere krigsførelsen mod perserne. I 448 f.Kr. sluttedes perserkrigen reelt med en våbenstilstand, hvorved perserne reelt gav afkald på overhøjheden over de ioniske byer og lovede at afholde sig fra flådefremstød i Ægæerhavet.

## Krigenes betydning
I verdenshistorien står Perserkrigene som det første store militære opgør mellem europæiske og asiatiske magter. Ideologisk har de i Europa traditionelt været opfattet som en magtkamp mellem orientalsk despoti og tidligt europæisk demokrati. Denne opfattelse er siden blevet noget modificeret, idet man har påvist, at begge parter repræsenterede slavesamfund og begge byggede på indoeuropæisk kultur. Derimod kan de måske siges at betyde et ideologisk sammenstød mellem en stærk fyrstemagt og (for Athens vedkommende) en tidlig republikansk statsopfattelse.
Grækerne stod under krigen aldrig virkelig samlet, og kun Athen og Sparta førte krigen konsekvent. At de alligevel sejrede, skyldes formentlig til dels en bedre udviklet krigsteknik, hvor man kæmpede i tætsluttede enheder, mens perserne praktiserede krigsførelsen mand-mod-mand, dels den græske overlegenhed til søs. Desuden førtes krigen ikke vedholdende fra persisk side, bl.a. fordi de skiftende perserkonger havde andre problemer at tage sig af.
Afslutningen på krigen betød ikke enden på den persiske indflydelse i Grækenland. De følgende hundrede års stridigheder mellem grækerne gav tværtimod perserne store chancer for at spille bystaterne ud mod hinanden. Først Alexander den Stores erobring af Persien afsluttede endelig kampen.